# Don B. Colton
Don Byron Colton, född 15 september 1876 i Juab County i Utahterritoriet, död 1 augusti 1952 i Salt Lake City i Utah, var en amerikansk republikansk politiker. Han var ledamot av USA:s representanthus 1921–1933.
Colton utexaminerades 1896 från Brigham Young University och avlade 1905 juristexamen vid University of Michigan. Han var verksam som lärare, advokat, ranchägare och affärsman. I Utahs senat satt han 1915–1917. År 1921 efterträdde han Milton H. Welling som kongressledamot och efterträddes 1933 av Orrice Abram Murdock.